# Harry Aston
Harry Aston, född 20 oktober 1855, död 1914, var en engelsk fotbollsspelare. Aston spelade för West Bromwich Albion FC 1879-80, Wolverhampton Wanderers F.C. 1885 och Port Vale FC 1886.